# 中林洋次
中林 洋次（なかばやし ひろつぐ、1986年4月28日 - ）は、神奈川県横浜市神奈川区出身のプロサッカー選手。神奈川県社会人サッカーリーグ・ONODERA FC所属。ポジションはゴールキーパー。

## 来歴

### プロ入り前
横浜F・マリノスジュニアユース菅田出身。同チーム一つ下の後輩に秋元陽太や鈴木雄太がいる。また、横浜F・マリノスジュニアユースのGKでは、内藤友康、飯倉大樹と同期。
2002年、市立船橋高校に入学、同期に渡辺広大、一つ上の先輩にカレンロバート、増嶋竜也等がいる。2年時には佐藤優也の前に試合出場は叶わなかったが、3年時にはレギュラーを獲得。インターハイでは、国見高校に延長戦のすえ敗れ準優勝。高校選手権決勝戦対鹿児島実業は0-0のままPK戦にもつれ込み、中林もPKを止める活躍を見せたが2-4で敗れた。この活躍から大会優秀選手に選ばれた。

### サガン鳥栖
2005年にサガン鳥栖に入団。同期には長谷川豊喜、鈴木孝明がいる。同年には、シュナイダー潤之介の控えとして1年目からベンチ入りし、2試合に出場した。翌2006年、高校時代の古傷である左手首の一部が偽関節にまでなってしまったため手術を決行、シーズンをリハビリで棒に振る。2007年、日野優の移籍に伴いGK不足となったガンバ大阪への期限付き移籍が決まったが、メディカルチェックにより古傷の左手首の負傷が完治していないと判断され、移籍が破談になった。同年、プロB契約選手 として引き続き鳥栖に在籍。春先に左手首の再手術を行い半年リハビリに費やし完治、その後は赤星拓の怪我により出場機会が得られるものの満足な出来ではなかった。

### サンフレッチェ広島
2008年、GKに故障者が続出していたサンフレッチェ広島に期限付き移籍。同年は出場機会が無かったものの、2009年もレンタル期間を延長して広島に残留。同年は下田崇および佐藤昭大の怪我による長期離脱に伴い正GKとして定着し、チームのリーグ4位に貢献した。2010年に、広島に完全移籍 し、プロA契約選手に移行した。しかしその後、大分トリニータから西川周作が加入し控えとなり、リーグ戦では33試合にベンチ入りしたものの出場機会は無かった。西川が日本代表招集により不在となった試合は先発出場しており、10月10日のナビスコカップ準決勝第2戦対清水エスパルス戦では相手の攻撃を1失点に抑え、チームの決勝進出に貢献した。2011年も西川の控えを務めた。

### ファジアーノ岡山
2012年、即戦力GKを探していたファジアーノ岡山に完全移籍した。移籍後は真子秀徳からポジションを奪うと、リーグ戦全42試合にフル出場。安定した守りを披露し、チームのJ2昇格後初の1桁順位（8位）に貢献した。その後も不動の守護神として活躍。2016年には守備ラインに加地亮・岩政大樹といった日本代表経験者が加わったこともあって6位に入り自身も全42試合に出場し初のJ1昇格プレーオフ出場に貢献した。プレーオフでは、1回戦で松本山雅FC(2-1)に勝利したものの、決勝戦ではセレッソ大阪(0-1)に敗れて、初のJ1昇格はならなかった。

### サンフレッチェ広島復帰
2017年シーズンよりサンフレッチェ広島に6シーズンぶりに復帰。
一時は守護神林卓人の怪我などもあり、
レギュラーを掴みかけたが、完全にレギュラーに定着することは出来ず、林の復帰と同時に再び控えに回った。

### 横浜F・マリノス
2019年7月28日、ユース時代の同期・飯倉と入れ替わりで横浜F・マリノスへの期限付き移籍が発表された。
加入後は控えでのメンバー入りが続いたが、優勝が懸かったリーグ最終節のFC東京戦で先発したGK朴一圭がファウルにより退場となったことを受け途中出場。これが移籍後初出場となり、チームは3-0で勝利。地元横浜・日産スタジアムのピッチ上で優勝の瞬間を迎えた。シーズン終了後、横浜FMへの完全移籍が発表された。
2020年は梶川裕嗣が加わり、さらにオビ・パウエル・オビンナの復帰や途中加入した高丘陽平の存在もあり、公式戦出場機会は無かった。
2022年11月24日、契約満了が発表された。

### 南葛SC
2022年12月22日、南葛SCへの加入が発表された。

## プレースタイル
高い身体能力からの抜群の反射神経と、積極的な飛び出しでゴールを守る。

## 人物・エピソード
- 愛称の「ウッズ」はタイガー・ウッズに似ていることに由来するが、誰がつけたかは不明。

## 所属クラブ
- 黒滝FC (横浜市立菅田小学校)
- 1999年 - 2001年 横浜F・マリノスジュニアユース菅田 (横浜市立菅田中学校)
- 2002年 - 2004年 船橋市立船橋高等学校
- 2005年 - 2008年 サガン鳥栖
  - 2008年 - 2009年 サンフレッチェ広島 (期限付き移籍)
- 2010年 - 2011年 サンフレッチェ広島
- 2012年 - 2016年 ファジアーノ岡山FC
- 2017年 - 2019年 サンフレッチェ広島
  - 2019年7月 - 2019年 横浜F・マリノス (期限付き移籍)
- 2020年 - 2022年 横浜F・マリノス
- 2023年 - 2024年 南葛SC
- 2025年 - ONODERA FC

## 個人成績
| 国内大会個人成績 | 国内大会個人成績 | 国内大会個人成績 | 国内大会個人成績 | 国内大会個人成績 | 国内大会個人成績 | 国内大会個人成績 | 国内大会個人成績 | 国内大会個人成績 | 国内大会個人成績 | 国内大会個人成績 | 国内大会個人成績 |
| 年度             | クラブ           | 背番号           | リーグ           | リーグ戦         | リーグ戦         | リーグ杯         | リーグ杯         | オープン杯       | オープン杯       | 期間通算         | 期間通算         |
| 年度             | クラブ           | 背番号           | リーグ           | 出場             | 得点             | 出場             | 得点             | 出場             | 得点             | 出場             | 得点             |
| 日本             | 日本             | 日本             | 日本             | リーグ戦         | リーグ戦         | リーグ杯         | リーグ杯         | 天皇杯           | 天皇杯           | 期間通算         | 期間通算         |
| ---------------- | ---------------- | ---------------- | ---------------- | ---------------- | ---------------- | ---------------- | ---------------- | ---------------- | ---------------- | ---------------- | ---------------- |
| 2005             | 鳥栖             | 21               | J2               | 2                | 0                | -                | -                | 0                | 0                | 2                | 0                |
| 2006             | 鳥栖             | 21               | J2               | 0                | 0                | -                | -                | 0                | 0                | 0                | 0                |
| 2007             | 鳥栖             | 31               | J2               | 2                | 0                | -                | -                | 0                | 0                | 2                | 0                |
| 2008             | 鳥栖             | 16               | J2               | 0                | 0                | -                | -                | -                | -                | 0                | 0                |
| 2008             | 広島             | 34               | J2               | 0                | 0                | -                | -                | 0                | 0                | 0                | 0                |
| 2009             | 広島             | 34               | J1               | 28               | 0                | 4                | 0                | 0                | 0                | 32               | 0                |
| 2010             | 広島             | 34               | J1               | 0                | 0                | 1                | 0                | 1                | 0                | 2                | 0                |
| 2011             | 広島             | 34               | J1               | 0                | 0                | 1                | 0                | 2                | 0                | 3                | 0                |
| 2012             | 岡山             | 1                | J2               | 42               | 0                | -                | -                | 1                | 0                | 43               | 0                |
| 2013             | 岡山             | 1                | J2               | 40               | 0                | -                | -                | 1                | 0                | 41               | 0                |
| 2014             | 岡山             | 1                | J2               | 37               | 0                | -                | -                | 1                | 0                | 38               | 0                |
| 2015             | 岡山             | 1                | J2               | 42               | 0                | -                | -                | 0                | 0                | 42               | 0                |
| 2016             | 岡山             | 1                | J2               | 42               | 0                | -                | -                | 0                | 0                | 42               | 0                |
| 2017             | 広島             | 34               | J1               | 14               | 0                | 4                | 0                | 1                | 0                | 19               | 0                |
| 2018             | 広島             | 34               | J1               | 0                | 0                | 5                | 0                | 0                | 0                | 5                | 0                |
| 2019             | 広島             | 34               | J1               | 1                | 0                | -                | -                | -                | -                | 1                | 0                |
| 2019             | 横浜FM           | 34               | J1               | 1                | 0                | -                | -                | -                | -                | 1                | 0                |
| 2020             | 横浜FM           | 34               | J1               | 0                | 0                | 0                | 0                | -                | -                | 0                | 0                |
| 2021             | 横浜FM           | 34               | J1               | 0                | 0                | 0                | 0                | 0                | 0                | 0                | 0                |
| 2022             | 横浜FM           | 34               | J1               | 0                | 0                | 0                | 0                | 0                | 0                | 0                | 0                |
| 2023             | 南葛             | 1                | 関東1部          | 9                | 0                | -                | -                | -                | -                | 9                | 0                |
| 2024             | 南葛             | 1                | 関東1部          | 1                | 0                | -                | -                | -                | -                | 1                | 0                |
| 通算             | 日本             | 日本             | J1               | 44               | 0                | 15               | 0                | 4                | 0                | 63               | 0                |
| 通算             | 日本             | 日本             | J2               | 207              | 0                | -                | -                | 3                | 0                | 210              | 0                |
| 通算             | 日本             | 日本             | 関東1部          | 10               | 0                | -                | -                | -                | -                | 10               | 0                |
| 総通算           | 総通算           | 総通算           | 総通算           | 261              | 0                | 15               | 0                | 7                | 0                | 283              | 0                |

その他公式戦
- 2016年
  - J1昇格プレーオフ 2試合0得点

- Jリーグ初出場 - 2005年11月13日J2第40節対湘南ベルマーレ戦 (平塚競技場)
- J1初出場 - 2009年4月18日J1第6節対アルビレックス新潟戦 (新潟スタジアム)

| 国際大会個人成績 | 国際大会個人成績 | 国際大会個人成績 | 国際大会個人成績 | 国際大会個人成績 |
| 年度             | クラブ           | 背番号           | 出場             | 得点             |
| AFC              | AFC              | AFC              | ACL              | ACL              |
| ---------------- | ---------------- | ---------------- | ---------------- | ---------------- |
| 2010             | 広島             | 34               | 1                | 0                |
| 2019             | 広島             | 34               | 4                | 0                |
| 2020             | 横浜FM           | 34               | 0                | 0                |
| 2022             | 横浜FM           | 34               | 0                | 0                |
| 通算             | AFC              | AFC              | 5                | 0                |

## タイトル

### クラブ
サンフレッチェ広島
- J2リーグ : 1回 (2008年)

横浜F・マリノス
- J1リーグ：2回（2019年・2022年）

### 個人
- 全国高等学校サッカー選手権大会 優秀選手 (2005年)